# Salmas
Salmas Shahpur/Shabur, Dīlman, Dīlmagān, Salmās o Salamas (persa: سلماس; àzeri meridional: سالماس) és una ciutat de l'Iran a la província de l'Azerbaidjan Occidental. La seva població al cens del 2006 era de 79.560 habitants. És capital del comtat de Salmas i del districte Central del comtat. La població és àzeri, assíria, kurda i persa. La ciutat està a la plana al nord-est del llac Urmia, a la riba del riu Zala Çay, amb les muntanyes Harawil a l'oest o hi ha el coll de Khanasur (2.408 metres) que porta a Turquia. Khoy està a 48 km al sud-sud-oest.
Indicis de poblament almenys des de l'època urartiana s'han trobat a la comarca. A l'època clàssica era part d'Armènia i després de la Persarmènia. A la rodalia hi ha un relleu sassànida, l'únic a l'Azerbaidjan occidental. Constantí Porfirogènit l'esmenta junt amb Chert (Khoy). Fou un districte d'Armènia; el districte es deia en realitat Arna, i Salmas (o Malamas) era la capital. Fou ocupada pels àrabs al segle vii per tropes procedents del Diyar Rabia i va esdevenir una de les capçaleres de la regió, si bé dependent de Mossul. Limitava al nord amb Her, a l'oest amb Zarehavan (districte amb el qual va estar unit sota dominació musulmana), a l'est amb el llac Urmia; i al sud amb el Tamber o Tambet.
Al segle x estava en mans dels musafírides daylamites (els de la branca occidental) sota Marzuban ibn Muhammad ibn Musafir, que el 943/944 va rebutjar una expedició hamdànida contra la ciutat; el 955/956 Salmas fou atacada per l'aventurer kurd Daysam al-Istakhri. En aquest temps l'esmenta Ibn Hàwqal que diu que estava emmurallada i al mig d'una regió fèrtil. Al-Mukaddasi encara al segle x, la descriu com una vila kurda, però part administrativa d'Armènia.
El 1064 Salmas es va aliar a Alp Arslan, el sultà seljúcida, en una expedició contra romans d'Orient, armenis i georgians. En temps de Yaqut al-Hamawí vers 1200 la ciutat estava abandonada i en ruïnes, però fou reconstruïda en temps de Ghazan (pel visir Tadj al-Din Ali Shah Tabrizi) i Mustawfi l'assenyala altre cop habitada i prospera al segle xiv. Encara que no va desaparèixer va anar declinant progressivament fins al segle xx. A l'inici del segle xx era un poble petit que portava el nom de Kuhna Shahr (vila vella); no gaire lluny hi havia el poble de Dilman (Dīlman o Dīlmagān) que fou rebatejat Shapur o Shabur i va esdevenir capital del districte. Un patriarca assiri nestorià està testimoniat a la Vila Vella des de 1281.
En la batalla de Salmas (17-18 de setembre de 1429), els Kara Koyunlu foren derrotats per Xah Rukh (timúrida) que va consolidar el poder de la dinastia a la zona del llac Urmia. Però els Kara Koyunlu van recuperar la zona vers 1447 a la mort de Xah Rukh.
El 1918 el patriarca assiri nestorià Mar Shimun Benjamin fou assassinat a Kuhna Shahr (vila vella) pel cap kurd Simko. Els assiris van lluitar per establir un estat a la zona, amb èxit al principi, però finalment foren derrotats; bona part del genocidi assiri va tenir lloc a la regió de Salmas. El 1930 Shapur tenia 8.000 habitants; la població cristiana (principalment assiris) era important als pobles de la rodalia i els caldeus catòlics tenien fins i tot un bisbe a Khosrawa; els bisbes nestorians de Salmas (Shapur) van estar presents a l'elecció del patriarca assiri nestorià a Bagdad. L'abril/maig de 1930 fou devastada per un terratrèmol i reconstruïda per orde del xa. El 1950 Shapur i els pobles rurals de l'entorn tenien 11.000 habitants i el 1991 van arribar a 60.570. (cens oficial); llavors era un districte part del comtat de Khoy a la província de l'Azerbaidjan, i Shapur havia estat rebatejada Salmas. A la rodalia, a la fortalesa de la muntanya de Çahrik, hi va ser empresonat Sayyid Alí Muhàmmad (1848) pel governador local Yahya Khan, cunyat del xa qajar.